# Thomas Gold (DJ)
Pour les articles homonymes, voir Thomas Gold et Gold.
Frank Thomas Knebel-Janssen, plus connu sous le pseudonyme de Thomas Gold, est un DJ et producteur allemand de musique électronique né et résidant à Berlin.

## Biographie
Actif sous ce nom depuis 2004, il a signé plusieurs morceaux notables sur des labels tels que Spinnin' Records, Axtone Records, Size Records, Protocol Recordings, Revealed Recordings ou encore Armada Music.
Reconnu internationalement, Thomas Gold a réalisé plusieurs remixes pour des stars internationales telles que Lady Gaga, Adele, OneRepublic et Miike Snow,. Il a également vu plusieurs de ses créations faire partie des cent meilleures ventes sur la plateforme de téléchargement légale Beatport, voire entrer dans le top 10.
En 2012, alors qu'il occupait la 82e place du classement établi par les fans de la revue britannique DJ Mag, Thomas Gold signa son premier morceau sur Axtone Records, le label du DJ suédois Axwell. Depuis, il a sorti une compilation éponyme sur Axtone Records et fait également partie d'Axtone Publishing.
Habitué à la vie de disc jockey, Thomas Gold enchaîne les tournées et les festivals autour du globe depuis le début des années 2010, fréquentant les scènes les plus réputées du monde, telles que Tomorrowland, Coachella, Electric Daisy Festival (EDC) ou encore l'Ultra Music Festival de Miami. Il enchaîne également les résidences dans les clubs les plus prestigieux du monde, à Las Vegas notamment, aux côtés d'Hardwell, Tiësto ou Calvin Harris.

## Discographie

### Singles
2005
- Chriss Ortega & Thomas Gold – Lov (Houseworks)
- Eric Smax & Thomas Gold – S_Punk / Our Roots (Vendetta Records)

2006
- Antolini & Moreno vs. Thomas Gold – Don't Know Anybody (Houseworks)
- Björn Mandry & Thomas Gold – Paintbootiqa EP (Mauritius)
- Montana Express & Thomas Gold – Don't Know (Haiti Groove)
- Level K vs. Thomas Gold – Animal Love (VIP Recordings)
- Thomas Gold & Chriss Ortega Feat. Tyler – Hypnotized (Houseworks)
- Eric Smax & Thomas Gold – The Feeling / Crucified (Selected Works)

2007
- Gold, Díaz & Young Rebels – Open Sesame (Blanco Y Negro, Net's Work, Música Díaz, 2007)
- Wawa vs. Ortega & Gold – No Problem 2007 (S2G, 2007)
- Björn Mandry & Thomas Gold – Suppress You (Flow Vinyl)
- Wawa & Thomas Gold – Latin Thing (Haiti Groove)
- Chriss Ortega & Thomas Gold Feat. Nicole Tyler – Miracle (Houseworks)
- Gold, Díaz & Young Rebels – Don’t You Want Me (Joia/Cyber, 2007)
- Gold, Smax & Gogh pres. City Sneakerz – You Don’t Own Me (Selected Works, 2007)
- Thomas Gold – Rescue Me (Houseworks, 2007)
- Chriss Ortega & Thomas Gold – The Other Side (Tumbata Records)

2008
- Thomas Gold & Eric Smax feat. Inusa Dawuda – Risin' Sun (S2G Productions)
- Thomas Gold & Eddie Cabrera – Losing My Religion (Nero, MoS 2008)
- Thomas Gold feat. Amanda Wilson – Something's Gotta Give (S2G, 2008)
- Eric Smax, Thomas Gold & Niels Van Gogh Pres. City Sneakerz feat. Michael Marshall – Want 2 Be (Selected Works)
- Thomas Gold & Montana Express – To My Beat (Haiti Groove, 2008)
- Eric Smax & Thomas Gold – House Arrest (Selected Works)
- Dim Chris & Thomas Gold – Self Control (Paradise Records)

2009
- Thomas Gold feat. Amanda Wilson – Just Because (Hed Kandi, MoS, PooleMusic, 2009)
- Thomas Gold – In Your Face (Nero, 2009)
- Lee Cabrera vs. Thomas Gold feat. Tara McDonald – Shake It (Move A Little Closer) (CR2, 2009)
- Thomas Gold & Matthias Menck – Everybody Be Somebody (Incentive, Scorpio, MoS, 2009)
- Systematic vs. Thomas Gold – Don't Tell (Egoiste)

2010
- Thomas Gold – Agora (Size Records, 2010)
- David Tort, Thomas Gold & David Gausa – Areena (Phazing, 2010)
- Thomas Gold – Marsch Marsch (Toolroom, 2010)
- Thomas Gold & Alex Kenji – What´s Up (Spinnin' Records, 2010)
- Fatboy Slim vs Thomas Gold – Star69 (Skint Rec, 2010)
- Thomas Gold – Work That / Kananga EP (Toolroom, 2010)
- Thomas Gold – The Button (Toolroom, 2010)

2011
- Dirty South & Thomas Gold feat. Kate Elsworth – Alive (Phazing)

2012
- Thomas Gold – MIAO (Fly Eye)
- Thomas Gold – The Beginning / Fanfare / Circles [inclus dans "Axtone Presents Thomas Gold"]
- Dirty South & Thomas Gold feat. Kate Elsworth – Eyes Wide Open (Phazing)

2013
- Thomas Gold feat. Kaelyn Behr – Remember (Axtone Records)
- Thomas Gold – Sing2Me (Axtone Records)

2014
- Thomas Gold feat. Kate Elsworth – Colourblind (Revealed)
- Thomas Gold & Borgeous – Beast (Spinnin' Records)

2015
- Thomas Gold, HIIO & Harrison - Take Me Home (Armada Music)
- Thomas Gold feat. Bright Lights - Believe (Revealed Recordings)
- Thomas Gold et Uberdrop - Souq (Armada Music)
- Deniz Koyu & Thomas Gold - Never Alone (Protocol Recordings)
- Thomas Gold vs Lush & Simon - Morphine (Armind (Armada Music)

2016
- Thomas Gold & Amersy - Can't Stop This Feeling (Armada Trice)
- Thomas Gold x Rico & Miella -

### Remixes
| 2015 - Dash Berlin feat. Jonathan Mendelhson - World Falls Apart (Thomas Gold Remix) - Borgeous - Souls feat Mr Bronx (Thomas Gold Remix) 2012 - OneRepublic – Feel Again (Thomas Gold Club Mix) - Otto Knows vs Coldplay vs OneRepublic – Apologize and Fix Your Million Voices (Thomas Gold Bootleg) - Thomas Gold – AGORa (Thomas Gold 2012 Remix) - Digitalism – Zdarlight (Thomas Gold Rework) - Adrian Lux – Teenage Crime (Thomas Gold 2012 Rework) - Miike Snow – The Wave (Thomas Gold Remix) 2011 - Adele – Someone Like You (Thomas Gold & Mark Mendes Bootleg) - Thomas Gold – Marsch Marsch (Thomas Gold 2011 Rework) - Sander van Doorn – Reach Out (Thomas Gold Remix) - Adele – Set Fire to the Rain (Thomas Gold Remix) - Lady Gaga – Judas (Thomas Gold Remix) - Jay C & Felix Baumgartner – Souk (Thomas Gold Remix) - Hard Rock Sofa & St. Brothers – Blow Up (Thomas Gold vs. Axwell Remix) 2010 - Akabu ft Boom Clap Bachelors - You Want It All (Thomas Gold Remix) - Moguai – We Want Your Soul (Thomas Gold Mix) - Jes – Awaken (Thomas Gold Mix) - Tomcraft – Loneliness (Thomas Gold Bootleg) - Akabu – Another Generation (Thomas Gold Remix) - David Tort & Norman Doray – Chase The Sun (Thomas Gold Remix) - Dero & Robbie Rivera feat. Juan Magán – Oh Baby (Thomas Gold Mix) - Static Revenger & Richard Vission feat. Luciana – I Like That (Thomas Gold Dub) - David Guetta feat. Chris Willis, Fergie & LMFAO – Gettin' Over You (Thomas Gold Mix) - Afrojack Vs Junior Jack – Esther Vs E Samba (Thomas Gold Mashup) - Ich & Ich – Einer Von Zweien (Thomas Gold Mix) - Schiller feat. Nadia Ali – Try (Thomas Gold Mix) - Chris Kaye – Don't Give Up (Thomas Gold & Matthias Menck Mix) 2009 - Undercover Lover – Who's Been Sleeping In My Bed? - Erick Morillo vs. Richard Grey – Say The Word (Thomas Gold Mix) - Pete Griffiths feat. Neve – Speak The Secret (Thomas Gold Mix) - Huggy & Dean Newton Ft Sam Obernik – Get Lifted (Indian Summer) (Thomas Gold Mix) - Fatboy Slim vs. Thomas Gold – Star 69 (Thomas Gold 09 'What The F..k Edit) - Dero – Dero's Rave (Thomas Gold Rave Mix) - Nari & Milani feat. Max C. – Let It Rain (Thomas Gold Mix) - Philippe B & Romain Curtis – Like This (Thomas Gold & Ortega Mix) - Antoine Clamaran – Reach For The Stars (Thomas Gold Mix) - Tommy Vee & Mauro Ferrucci with Ce Ce Rogers – Stay - Snap! – Do You See The Light (Thomas Gold Mix) - Ian Carey – SOS (Thomas Gold Mix) - The Rivera Project Feat. Lizzie Curious – Sax Heaven - Paul van Dyk – We Are Alive (Thomas Gold Mix) - Carlos Russo – Massive Joy (Thomas Gold Remix) - Alan Pride – In Heaven (Chris Ortega & Thomas Gold Rmx) - Hott 22 – Wicked Games (Thomas Gold Mix) - Platnum – Trippin (Thomas Gold Remix) - Jay C – Multiply (Thomas Gold Mix) - Clearcut – Breathless (Ortega & Gold Mix) - Josh Jackson – Givin The World To You (Thomas Gold Mix) - Alex Gaudino vs Nari & Milani feat Carl – I'm A DJ (Thomas Gold Mix) 2008 - Antoine Clamaran – Gold (Thomas Gold Mix) - Recover Project – Sweet Dreams (Chris Ortega & Thomas Gold Remix) - The Viron Ltd. Feat. Max'C – Wanna Be Happy (Thomas Gold Remix) - Delerium feat. Sarah McLachlan – Silence (NvG vs. Thomas Gold Mix) - DB Boulevard – You're The One (Thomas Gold Mix) - Reza – There Is Power (Thomas Gold Remix) - Lexter – Peace & Love (Chriss Ortega & Thomas Gold Mix) - Valeriya – Wild! (Ortega And Gold Remix) - 2 Tyme Feat. Jennifer Jones – Missing You (Thomas Gold Remix) - Liquid Nation Feat. Andrea Britton – Breathe Life (Ortega & Gold Mix) - Kaz James Feat. Stu Stone – Breathe (Thomas Gold Mix) - Mario Ochoa – Amazing (Thomas Gold Mix) - The Asteroids Galaxy Tour – The Sun Ain't Shining No More - The All-American Rejects – Wind Blows (Thomas Gold Mix) - DJ Fist & Robinson Valentti – Reach (Thomas Gold Remix) - Paul Emanuel, Gav McCall & Katherine Ellis – Gotta Get Through (Smax & Gold Mix) - Sunloverz – Summer Of Love (Ortega & Gold Remix) - Karanyi Feat. Judie Jay – Libido (Dave Ramone & Thomas Gold Mix) - AnnaGrace – You Make Me Feel (Francesco Díaz & Thomas Gold Remix) - Sunfreakz Feat. Mia J – Drive Out (Francesco Díaz & Thomas Gold Mix) - Christian George – Strangers (Thomas Gold Remix) - C.Y.B. – Now (Thomas Gold Remix) - Cahill Ft. Nikki Belle – Trippin On You (Thomas Gold Remix) - Laurent Wolf feat. Eric Carter – No Stress (Ortega & Gold Remix) - Morgan Page – Call My Name (Thomas Gold Mix) - DJ Antoine – Feel The Beat And Dance (Chriss Ortega & Thomas Gold Booty Mix) - Stisch ft. Wayne Hussey – Hit Repeat (Thomas Gold Remix) - Flash Republic – Star (Thomas Gold Mix) - Mischa Daniëls – Run Away (Chriss Ortega & Thomas Gold Remix) - Till West & Eddie Thoneick Vs Alexandra Prince – Hi 'n' Bye (Eric Smax & Thomas Gold Remix) - Pate No.1 – Shining Star (Smax & Gold Remix) - Soul Seekerz vs. Judy Cheeks – Reach for the Love (Smax & Gold) - Leonid Rudenko Pres. Big Boss – A Song For Ya (Thomas Gold Mix) - Thomas Penton & John C feat. Marcie – Sinners Kitchen - Jim Tonique & Patrick Bryze – Better World (Thomas Gold Remix) 2007 - Corinna Presi – What's Life (Thomas Gold Mix) - Mark Brown Feat. Sarah Cracknell – The Journey Continues - H Two O Feat. Platnum – What's It Gonna Be (Thomas Gold Remix) - Jody Watley – I Want Your Love (Thomas Gold Remix) - Dab Hands – Supergood (Thomas Gold Remix) - Chriss Ortega Ft. Chandler Pereira – Separated (Ortega & Gold Mix) - George Acosta feat. Jeff Vylonis – Behind the Wheel (Ortega & Gold) - Altar feat. Amannda – Sound Of Your Voice (Thomas Gold Mix) - Eric Smax – That's It (Thomas Gold Mix) - Houzecrushers – Gonna Get You (Smax & Gold Mix) - Alex Party – Read My Lips (Houzecrushers Mix aka Smax & Gold) | - Filo & Peri feat. Eric Lumiere – Anthem (Thomas Gold Mix) - Jack Rokka vs Betty Boo – Take Off (Smax & Gold Funky Sessions Mix) - O&G Project Feat. Evo – Bad Ass (Ortega & Gold Remix) - Big Bass vs. Michelle Narine – What You Do (Playing With Stones) - Noir – FM (Thomas Gold Mix) - Sunburst – Beautiful Day (Smax & Gold Mix) - Benny Maze Feat. Drew Brody – Utopia (Ortega & Gold Remix) - Peter Gelderblom – Waiting 4[Quoi ?] (Thomas Gold Mix) - The S&M Project – One Man (Thomas Gold Mix) - Nick Jay – Pour It On (Thomas Gold Mix) - Leisure Groove Feat. Sevi G – Fallen Angel (Ortega & Gold Mix) - Booty Luv – Don't Mess With My Man (Thomas Gold Mix) - Just Jack – Writer's Block (Thomas Gold Mix) - Soundbluntz feat. Cheyne – (Maybe You'll Get) Lucky (Smax & Gold Mix) - Soulshaker & Ce Ce Peniston – Shame Shame Shame (Eric Smax & Thomas Gold Remix) - Topmodelz Feat. Gary Wright – Heartbeat (Smax & Gold Remix) - Degrees of Motion – Do You Want It Right Now (Smax & Gold Remix) - Robbie Rivera Feat. C+C Music Factory – Aye Aye Aye (Ortega & Gold Remix) - Arias – Twelve (Ortega & Gold Remix) - George Morel vs. Chris Montana – Sex Girl (Thomas Gold Remix) - Ghosts – Ghosts (Thomas Gold Remix) - Freaks – The Creeps (Thomas Gold Mix) - Benedetto & Farina Feat Akram – I Miss U (Thomas Gold Remix) - Nicole Otero – Sunshine Song (Thomas Gold Mix) - Hilary Duff – Stranger (Smax & Gold Club Mix) - T2 Feat. Jodie Aysha – Heartbroken (Thomas Gold Remix) - Loveshy – AM To PM (Thomas Gold Remix) - Buzz Junkies Feat. Elesha – If You Love Me (Thomas Gold Remix) - Jim Tonique & Patrick Bryze – Better World (Thomas Gold Mix) - Wawa & Guy Williams – The Energy (Chriss Ortega & Thomas Gold Mix) - BassMonkeys Feat Naomi Marsh – The Answer (Smax & Gold Remix) - Taxi Doll – Waiting (Thomas Gold Remix) - Lexter – Freedom To Love (Chriss Ortega & Thomas Gold Remix) - Therese – Feelin' Me (Thomas Gold Remix) - City Sneakerz – You Don't Own Me (Eric Smax & Thomas Gold Remix) - Dan Marciano – Boy I Believe (Thomas Gold Mix) - Client – Drive (Thomas Gold Mix) - Two Tons Of Fun – Feel It (Thomas Gold Remix) - Soulmaniax – Sensuality (Ortega & Gold Remix) - Hott 22 ft. Bonnie Bailey – No Promises (Thomas Gold Mix) - Chris Kaeser feat. Linda Newman – Celebrate (Ortega & Gold Remix) - Peak Time Killerz – Want You Back (WaWa & Thomas Gold Mix) - Francesco Díaz ft. Bonny Ferrer – Life is too Short (Thomas Gold Mix) - Sebastian Gnewkow – Disco Inferno (Thomas Gold Remix) - R.I.O. – De Janeiro (Thomas Gold Remix) - Atrium – In Love With You (Eric Smax & Thomas Gold Remix) 2006 - Gabi Newman – Under Pressure (Chriss Ortega & Thomas Gold Remix) - DJ Antoine vs. Mad Mark – Eskalation (Level K Remix) - M-Factor – Open Your Eyes (Thomas Gold & Eric Smax Remix) - Niels van Gogh vs. Eniac – Pulverturm 2.0 (Smax & Gold Mix) - Houzecrushers – Touch Me (Eric Smax & Thomas Gold Remix) - Cascada – Truly Madly Deeply (Thomas Gold Remix) - Patrick Alavi, Basstard Slayerz – Goldbass (Thomas Gold Remix) - Markus Binapfl aka Big World – Fuerza (Thomas Gold Much Better Mix) - Strike – U Sure Do (Eric Smax & Thomas Gold Rmx) - Reza – There Is Power (Thomas Gold Mix) - VooDoo & Serano – Vulnerable (Thomas Gold Remix) - Stonebridge – SOS (Ortega & Gold Mix) - Ian Carey – Say What You Want (Smax+Gold Mix) - Martijn Ten Velden – Bleep (Ortega & Gold Mix) - Francesco Díaz vs. X-Static – I'm Standing (Thomas Gold Mix) - Soul Seekerz – Party (For The Weekend) (Eric Smax & Thomas Gold Mix) - Superfunk – Lucky Star (Eric Smax & Thomas Gold Ultraschall Rmx) - Systematic – I Am An Addict (Thomas Gold Alternative Mix) - Naomi Marsh – Now & Forever - The Sharp Boys – Dancefloor (Eric Smax & Thomas Gold Remix) - L1R Feat. Zelina – I Don't Wanna Walk Away (Smax & Gold Mix) - Club – Deep Inside (Eric Smax & Thomas Gold Remix) - DJ Antoine vs. Mad Mark – Stand Up (Ortega & Gold Remix) - Francesco Díaz & Young Rebels – Ibiza 2006 (Thomas Gold Mix) - Sunkids feat. Chance – Rise Up (Thomas Gold Remix) - Frank Savaro – No Stoppin' (Thomas Gold Punk Mix) - DJ Antoine – Arabian Adventure 2 (Chriss Ortega & Thomas Gold Remix) 2005 - Roger Sanchez feat. GTO – Turn On The Music (Ortega & Gold Remix) - DJ Antoine vs. Mad Mark – Take Me Away (Ortega & Gold Mix) - DJ Antoine vs. Mad Mark – Detonation (Thomas Gold Remix) - Aaron Smith Feat Luvli – Dancin' (Eric Smax & Thomas Gold Remix) - Openair Feat. Gram'ma Funk – Hi Roller (Thomas Gold Remix) - VooDoo & Serano – Don't You Know (Level K vs VooDoo & Serano Mix) - Chris Montana – Devil (Level K meets Chris Montana Mix) - Morris T Ft. Janie Romer – Reach For The Sun (Ortega & Gold Remix) - Global Brothers Vs. D-Luxe – Tell Me Why (Ortega & Gold Remix) - Ramone ft. Nicole Tyler – I Love The Nightlife (Thomas Gold Punk Mix) 2004 - Angel City – Do You Know (I Go Crazy) (Dee-Luxe Club Mix) - Angel City – Touch Me (Dee-Luxe Club Mix) 2003 - Despina Vandi – Gia (Level K Remix) - Brighton Project – Satisfied (Level K Remix) - Nalin & Kane – Beachball (Level K Remix) - Deux – Sometimes (Level K Remix) 2001 - Resource – (I Just) Died in Your Arms (Original Mix) - DJ Dan – Needle Damage (Ortega & Gold Remix) 2000 - The Ze-Factory DJs Pres. Azuca – Este Chico (I Fall In Love With You) (Frankk & Ramone Remix) - Yellow Mellow – Touch By Touch (Frankk & Ramone Remix) - Marc Maris vs. Alex Fuse – Es Vedra (Ramone & Frank Remix) |